# Kathedraal van de Moeder Gods van het Teken
De Kathedraal van de Moeder Gods van het Teken of Znamenski-kathedraal (Russisch: Знаменский собор) is een Russisch-orthodoxe kathedraal in het centrum van de Russische hoofdstad Moskou. De kathedraal staat aan de Oelitsa Varvarka, in de historische wijk Kitajgorod. Tot de gedwongen sluiting in 1923 vormde de kathedraal het belangrijkste gebouw van het Znamenski-klooster.

## Geschiedenis
De kathedraal werd gebouwd in de jaren 1679-1684 door de bojaar Miloslavski Ivan Mikhailovitsj. De grond waarop de kathedraal werd gebouwd behoorde oorspronkelijk tot de bojarenfamilie Romanov. Na een brand in 1737 en een tijd van neergang en verval, beleefde het klooster aan het einde van de achttiende eeuw een nieuwe periode van bloei. De kathedraal werd verfraaid en er werd in de jaren 1784-1789 een nieuwe toren bij de kathedraal gebouwd. Het klooster werd in 1812 door Franse troepen geplunderd. De kathedraal daarentegen werd niet beschadigd en gedurende de bezetting werden zelfs vieringen van erediensten toegestaan in de benedenkerk. Na wederopbouw van de kloostergebouwen werd het monastieke leven in 1827 hervat. In 1907 verbleven in het klooster 9 monniken en 12 novicen.

### Sovjet-periode
In 1923 werd het kloosterleven afschaft. De gebouwen werden samen met de kathedraal onttrokken aan de kerk en voor huisvesting aangepast. Begin jaren 60 werden een aantal kloostergebouwen gesloopt. Tijdens de bouw van het hotel "Rusland" werd de kathedraal in 1963-1972 gerestaureerd in de staat van 1684. De kathedraal kwam in handen van een Russische vereniging voor monumenten en werd gebruikt als locatie voor lezingen en concerten.

### Heropening
Sinds 10 oktober 1992 zijn de erediensten in de kathedraal hervat. De kathedraal wordt gebruikt door de Russisch-orthodoxe Kerk maar heeft ook een toeristische functie en vormt samen met het Romanovhuis tevens een museum.